# Nicola Minali
Nicola Minali (* 10. November 1969 in Isola della Scala, Venetien) ist ein ehemaliger italienischer Straßenradsportler. Er gewann insgesamt 12 Etappen bei Grand Tours, darunter auch die prestigeträchtige finale Etappe auf den Champs-Élysées der Tour de France 1997. Außerdem gewann er zweimal den Paris–Tours-Klassiker. Als Amateur gewann er das Rennen Giro delle Tre Provincie 1992.
Sein Name war auf der am 24. Juli 2013 vom Französischen Senat veröffentlichten Liste von Dopingtests, die während der Tour de France 1998 genommen und bei einem Wiederholungstest 2004 positiv auf EPO getestet wurden.

## Ergebnisse
1993
eine Etappe Drei Tage von De Panne
1994
eine Etappe Tour de France
zwei Etappen Tour de Romandie
eine Etappe Setmana Catalana de Ciclisme
1995
Paris–Tours
eine Etappe Giro d’Italia
drei Etappen Setmana Catalana de Ciclisme
zwei Etappen Tirreno–Adriatico
eine Etappe Vuelta a la Comunidad Valenciana
eine Etappe Vuelta a Aragón
drei Etappen Vuelta a España
1996
eine Etappe Paris–Tours
eine Etappe Dänemark-Rundfahrt
zwei Etappen Burgos-Rundfahrt
vier Etappen Vuelta a España
1997
eine Etappe Dänemark-Rundfahrt
eine Etappe Giro di Puglia
eine Etappe Giro di Sardegna
zwei Etappen GP Jornal de Noticias
zwei Etappen Tour de France
zwei Etappen Volta ao Alentejo
1998
Giro dell’Etna
eine Etappe Giro d’Italia 1998
eine Etappe Rheinland-Pfalz-Rundfahrt
eine Etappe Setmana Catalana de Ciclisme
eine Etappe Mittelmeer-Rundfahrt
1999
eine Etappe Vier Tage von Dünkirchen
eine Etappe Settimana Ciclistica Lombarda
2001
eine Etappe PostGirot Open
zwei Etappen Rhodos-Rundfahrt

## Grand-Tour-Platzierungen
| Grand Tour            | 1994 | 1995 | 1996 | 1997 | 1998 | 1999 | 2000 | 2001 |
| --------------------- | ---- | ---- | ---- | ---- | ---- | ---- | ---- | ---- |
| Giro d’ItaliaGiro     | –    | DNF  | –    | DNF  | DNF  | 113  | –    | –    |
| Tour de FranceTour    | WD   | –    | DNF  | 122  | DNF  | WD   | –    | –    |
| Vuelta a EspañaVuelta | –    | DNF  | DNF  | –    | –    | –    | –    | –    |